# Eupithecia graeseriata
Eupithecia graeseriata là một loài bướm đêm trong họ Geometridae.